# آنتروفسفر
آنتروفسفر بخشی از کره زمین است که به دلیل فعالیت‌های انسان تغییر نموده است
این اصطلاح برای اولین بار توسط ادوارد سوس، زمین شناس اتریشی قرن نوزدهم استفاده شد. مفهوم معاصر تکنوسفر برای اولین بار توسط زمین شناس و مهندس آمریکایی پیتر هاف از دانشگاه دوک مطرح شد.